# Verleiherpreis
Der Verleiherpreis ist eine Auszeichnung  des Beauftragten der Bundesregierung für Kultur und Medien für gewerbliche Filmverleiher, die sich in ganz besonderer Weise für die Verbreitung künstlerisch herausragender Filme eingesetzt haben.
Pro Jahr können bis zu drei Preise mit einer Prämie bis zu jeweils 75.000 Euro verliehen werden. Die Jury setzt sich aus sechs sachverständigen Persönlichkeiten zusammen, meist Kinobetreiber oder Filmverleiher. Der Verleiherpreis wird seit 1977 vergeben.

## Kriterien für die Vergabe
Bewertet wird bei der Vergabe die Verbreitung künstlerisch herausragender Filme, insbesondere deutscher und europäischer Filme
unter besonderer Berücksichtigung der kulturellen Qualität der Verleiharbeit, des Anteils deutscher Filme und anderer europäischer Filme, die durch die Verleiharbeit erreichte Verbreitung der Filme und die Repertoirepflege.

## Verwendung der Preisgelder
Die bis zu  75.000 Euro hohe Prämie ist zweckgebunden für den Verleih von deutschen und europäischen Filme zu verwenden. Dazu zählen der Ankauf von Filmlizenzen, Verleihvorkosten, Werbemaßnahmen und die Herstellung neuer Verleihkopien.

## Preisträger (ab 2011)
- 2011: Movienet Film, Neue Visionen Filmverleih und X Verleih[6]
- 2012: Pandora Filmverleih, NFP marketing & distribution und Piffl Medien[7]
- 2013: Alamode Filmdistribution, Salzgeber & Co. Medien und Zorro Film[8]
- 2014: Kurzfilmverleih, Neue Visionen und NFP marketing & distribution[9]
- 2015: Majestic Filmverleih, X Verleih AG und Camino Filmverleih
- 2016: Alamode Filmdistribution, DCM Film Distribution und Prokino Filmverleih[10]
- 2017: Pandora Film Verleih, NFP marketing & distribution und Piffl Medien[11]
- 2018: Majestic Filmverleih, Salzgeber & Co. Medien und Weltkino Filmverleih